# 羅亞爾頓 (明尼蘇達州)
羅亞爾頓（英語：Royalton）是一個位於美國明尼蘇達州本頓縣及莫里森縣的城市。

## 人口
根據2020年美國人口普查的數據，羅亞爾頓的面積為5.20平方千米，當中陸地面積為5.20平方千米，而水域面積為0.00平方千米。當地共有人口1281人，而人口密度為每平方千米246人。